# Diòfanes Mirineu
|  | Per a altres significats, vegeu «Diòfanes». |

Diòfanes Mirineu, en llatí Diophanes Myrinaeus, en grec antic Διοφάνης, fou un poeta grec autor d'alguns epigrames secundaris inclosos a l'Antologia grega, probablement del segle i aC, que no correspon ni a Diòfanes de Mitilene mencionat per Plutarc i Ciceró com a mestre de Tiberi Grac, ni amb un altre Diòfanes de la mateixa època al que es refereix Marc Terenci Varró.